# Yo, mi, me, contigo
Yo, mi, me, contigo es el décimo álbum del cantautor español Joaquín Sabina, puesto a la venta en 1996 y del cual se vendieron 200.000 ejemplares.
Como en su trabajo anterior, se trata de un disco de colaboraciones en el que se interpretan una gran variedad de géneros musicales (rock, rumba catalana, bolero, salsa, folk, rap, vals peruano, balada, etc.). En la grabación participaron los músicos Flaco Jiménez, Isabelo Garrido, Charly García, Pedro Guerra, Carlos Varela, Manu Chao, Los Rodríguez, Alejandra Guzmán y Caco Senante. El tema Mi primo el Nano está dedicado a Joan Manuel Serrat.

## Lista de canciones
1. El rocanrol de los idiotas - 4:20
2. Contigo - 4:45
3. Jugar por jugar - 4:15
4. Es mentira - 4:24
5. Mi primo El Nano - 3:41
6. Aves de paso - 4:34
7. El capitán de su calle - 3:11
8. Postal de La Habana - 5:24
9. Y sin embargo - 4:41
10. Viridiana - 2:54
11. Seis de la mañana - 3:54
12. No sopor..., no sopor... - 4:33
13. Tan joven y tan viejo - 4:17